# Chiến dịch Deliberate Force
Trong cuộc chiến ở Bosnia đầu những năm 1990, NATO bắt đầu với vai trò quan sát và sử dụng sức mạnh không quân để thực thi vùng cấm bay của Liên Hợp Quốc trong năm 1993-1995. Tuy nhiên, sự thất thủ của Srebrenica và Žepa vào tháng 7 và thảm sát Markale 28 tháng 8 năm 1995 đã khiến NATO phải tiến hành chiến dịch Deliberate Force can thiệp vào cuộc chiến Bosnia bằng cách triển khai ném bom rộng khắp nhằm vào cơ sở hạ tầng và các đơn vị của người Serb Bosnia vào tháng 9/1995. Trong vòng 3 tuần, Mỹ và các đồng minh NATO đồng loạt mở nhiều đợt oanh kích mà cao điểm là các trận ném bom, pháo kích và bắn tên lửa hành trình nhằm vào lực lượng người Serbia tại Bosnia. Hành động này được thực hiện theo đề nghị của Tổng thư ký Liên hợp quốc Boutrous Boutrous-Ghali. Chiến dịch đã dẫn đến việc ký kết Hòa ước Dayton kết thúc chiến tranh tại Bosnia.

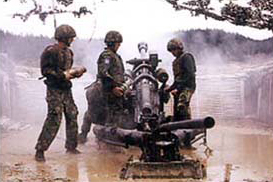
20 tháng 9 1995: Hơn 10 người thiệt mạng và 22 người bị thương, trong đó có 12 người bị thương nặng khi một quả đạn pháo rơi xuống bệnh viện của người Bosnia Serb ở Blažuj (cách thủ đô Sarajevo 10km về phía tây). Quả đạn pháo được bắn từ núi Igman, tây nam Sarajevo, nơi lực lượng phản ứng nhanh của Liên Hợp Quốc đóng quân.